# Veszjegonszki járás

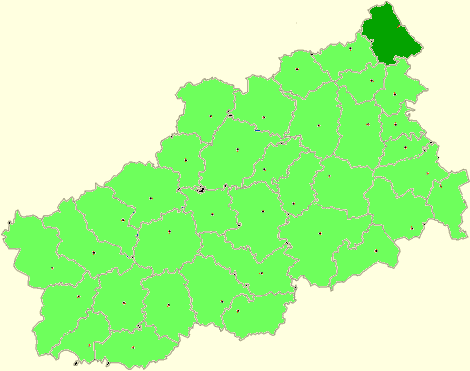
A Veszjegonszki járás a Tveri területen

A Veszjegonszki járás (oroszul Весьегонский район) Oroszország egyik járása a Tveri területen. Székhelye Veszjegonszk.

## Népesség
- 1989-ben 19 879 lakosa volt.
- 2002-ben 16 517 lakosa volt.
- 2010-ben 13 481 lakosa volt, melyből 11 520 orosz, 103 ukrán, 61 karjalai, 34 csecsen, 33 fehérorosz, 14 örmény, 10 azeri, 10 tatár stb.